# Davis Payne
Davis Payne (* 24. September 1970 in Port Alberni, British Columbia) ist ein ehemaliger kanadischer Eishockeyspieler und derzeitiger -trainer. Während seiner aktiven Karriere bestritt der linke Flügelstürmer 22 Spiele für die Boston Bruins in der National Hockey League, kam jedoch überwiegend in Minor Leagues zum Einsatz. Anschließend war er in der NHL als Cheftrainer der St. Louis Blues (2010–2011) tätig und fungiert aktuell seit Juni 2024 als Assistenztrainer bei den Winnipeg Jets.

## Karriere

### Als Spieler
Davis Payne spielte in seiner Jugend unter anderem für die Kamloops Lions und die Kamloops Chiefs in regionalen Juniorenligen in British Columbia. 1988 schrieb er sich an der Michigan Technological University und lief fortan für deren Eishockeyteam, die Huskies, in der Western Collegiate Hockey Association auf, einer Liga im Spielbetrieb der National Collegiate Athletic Association (NCAA). Während seiner Zeit an der Michigan Tech wurde der Flügelstürmer im NHL Entry Draft 1989 an 140. Position von den Edmonton Oilers ausgewählt, ohne jedoch jemals für das Team zu spielen. Vielmehr gelang ihm nach vier College-Jahren zur Saison 1992/93 bei den Greensboro Monarchs aus der ECHL der Sprung in den Profibereich. Dort trat der Kanadier als regelmäßiger Scorer in Erscheinung und lief bereits im Folgejahr auch in höherklassigen Ligen auf, für die Phoenix Roadrunners in der International Hockey League (IHL) sowie für die Rochester Americans in der American Hockey League (AHL).
Während Payne weiterhin hauptsächlich für Greensboro in der ECHL aktiv war, lief er in der Saison 1994/95 kurzzeitig für die Providence Bruins in der AHL auf. Dort empfahl er sich für die National Hockey League (NHL), sodass er im September 1995 von den Boston Bruins unter Vertrag genommen wurde, dem NHL-Kooperationspartner von Providence. In den folgenden zwei Jahren bestritt der Angreifer insgesamt 22 NHL-Partien für Boston, während er überwiegend in der AHL eingesetzt wurde. Es folgte ein Jahr bei den San Antonio Dragons in der IHL, bevor er seine Karriere in der ECHL bei den Greenville Grrrowl ausklingen ließ. Nach der Spielzeit 1999/00 beendete er seine aktive Karriere.

### Als Trainer und Funktionär

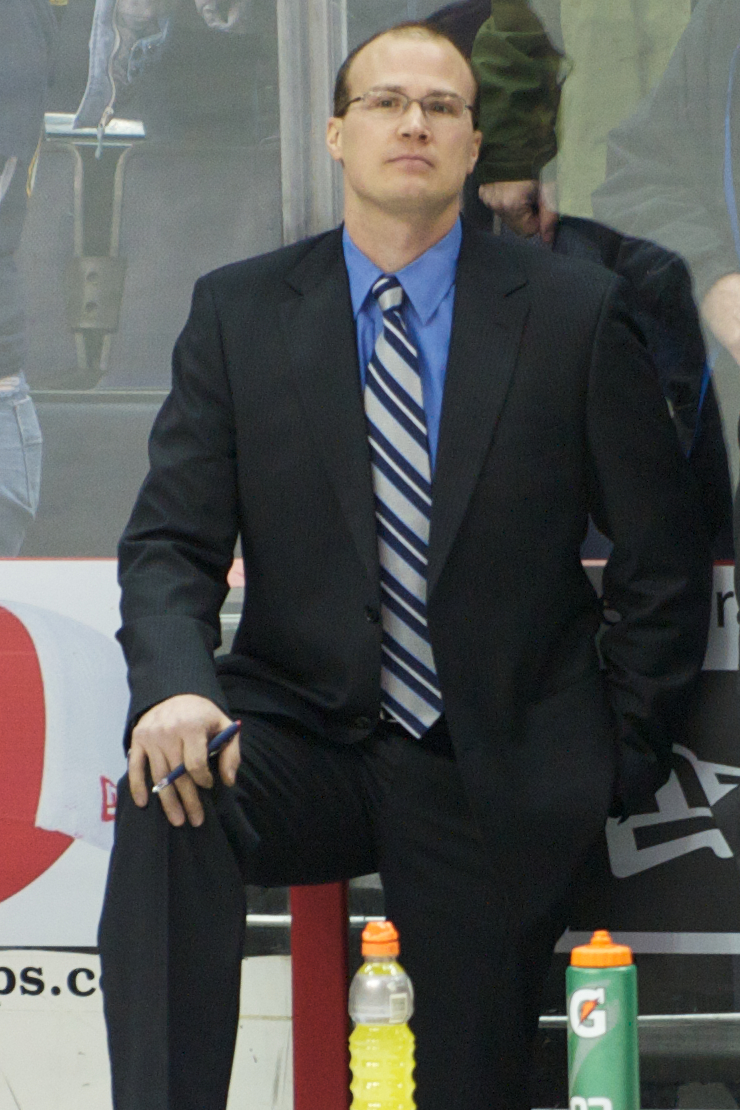
Payne als Cheftrainer der St. Louis Blues

Direkt mit dem Ende seiner aktiven Laufbahn wurde Payne bei den Greenville Grrrowl als Assistenztrainer eingestellt und übernahm in der ECHL noch während seiner ersten Spielzeit die Position des Cheftrainers bei den Pee Dee Pride. Diese trainierte er bis 2003, als er innerhalb der Liga zu den Alaska Aces wechselte. Deren Geschicke leitete er vier Jahre lang, in denen die Mannschaft 2006 die Playoffs um den Kelly Cup gewann und er persönlich im Folgejahr mit dem John Brophy Award als bester Trainer der ECHL geehrt wurde. Anschließend wechselte er in die AHL zu den Peoria Rivermen, die er nach einem Jahr als Assistent zur Saison 2008/09 ebenfalls als Headcoach übernahm. Nach eineinhalb Jahren in dieser Funktion entließen die St. Louis Blues, der NHL-Kooperationspartner der Rivermen, ihren Cheftrainer Andy Murray, sodass Payne im Januar 2010 interimsweise als dessen Nachfolger installiert wurde. Zwar verpasste er mit den Blues die Playoffs, jedoch erhielt er trotzdem über diese Saison hinaus das Vertrauen des Managements. Nachdem er die post-season jedoch auch nach der Spielzeit 2010/11 nicht erreichen konnte und mit nur sechs Siegen in die Folgesaison startete, wurde Payne im November 2011 von seinen Pflichten enthoben und durch Ken Hitchcock ersetzt.
Anschließend wechselte der Kanadier als Assistent von Darryl Sutter zu den Los Angeles Kings, mit denen er in den Playoffs 2014 den Stanley Cup gewann. Nach fünf Jahren in Kalifornien wurde das gesamte Trainerteam nach der Spielzeit 2016/17 entlassen, sodass er in gleicher Funktion von den Buffalo Sabres angestellt wurde. Unter Phil Housley gelang es jedoch nicht, die Sabres zurück in die Playoffs zu führen, sodass seine Amtszeit dort bereits nach zwei Jahren ein Ende fand. Wenig später gaben die Ottawa Senators im Juni 2019 bekannt, Payne als neuen Assistenten von D. J. Smith verpflichtet zu haben. Nach über vier Jahren bei den Senators, in denen das Team die Playoffs stets verpasst hatte, wurde er im Dezember 2023 mitsamt Smith entlassen. In gleicher Funktion stellten ihn dann im Juni 2024 die Winnipeg Jets ein.

## Erfolge und Auszeichnungen
- 2006 Kelly-Cup-Gewinn mit den Alaska Aces
- 2007 John Brophy Award
- 2014 Stanley-Cup-Gewinn mit den Los Angeles Kings (als Assistenztrainer)

## Karrierestatistik
(Legende zur Spielerstatistik: Sp oder GP = absolvierte Spiele; T oder G = erzielte Tore; V oder A = erzielte Assists; Pkt oder Pts = erzielte Scorerpunkte; SM oder PIM = erhaltene Strafminuten; +/− = Plus/Minus-Bilanz; PP = erzielte Überzahltore; SH = erzielte Unterzahltore; GW = erzielte Siegtore; 1 Play-downs/Relegation; Kursiv: Statistik nicht vollständig)

### NHL-Trainerstatistik
(Legende zur Trainerstatistik: Sp oder GC = Spiele insgesamt; W oder S = erzielte Siege; L oder N = erzielte Niederlagen; T oder U = erzielte Unentschieden; OTL oder OTN = erzielte Niederlagen nach Overtime oder Shootout; Pts oder Pkt = erzielte Punkte; Pts% oder Pkt% = Punktquote; Win% = Siegquote; Resultat = erreichte Runde in den Play-offs)